# Даниленко Тетяна Володимирівна
Тетя́на Володи́мирівна Даниле́нко (нар. 30 жовтня 1983, Житомир, Українська РСР) — українська журналістка, теле- та радіоведуча і блогерка. Працювала на телеканалах СТБ (2002—2004), 5 каналі (з 2004—2013), «Громадському телебаченні» (2013—2015), «ZIK», радіо «НВ».

## Життєпис
Народилася 30 жовтня 1983 року в Житомирі в родині письменника Володимира Даниленка та вчительки української мови. З 16 років почала писати до газети «Українське слово».
У 2001 році переїхала з родиною до Києва та вступила до Інституту журналістики Київського національного університету імені Тараса Шевченка.
З 2002 року, навчаючись на другому курсі Інституту журналістики, стала кореспонденткою програми «Вікна-столиця» на телеканалі СТБ, де пропрацювала до 2004 року.
З 2004 по 2006 рік працювала кореспонденткою на «5 каналі». У 2006 році закінчила Інститут журналістики. З 2006 року була ведучою «Часу новин» на «5 каналі», а з 2009 року — ведучою «Часу: підсумки».
З 23 по 25 серпня 2011 року разом з Павлом Кужеєвим проводила телемарафон «Українська незалежність» на «5 каналі», присвячений 20-й річниці незалежності України, що тривав рівно 52 години. Завдяки цьому потрапила до книги рекордів Гіннеса і рекордів України як ведуча найдовшого в історії телешоу.
Вела програми «Час: Новин» і «Час. Підсумки тижня» на «5 каналі».
Згодом працювала на Громадське.ТВ від початку його створення, а пізніше — на Радіо НВ, де вела вечірні програми, звідки пішла після зміни керівництва, та на телеканалі «ZIK», де вела програми «FACE 2 FACE», який залишила одразу ж після повідомлення про купівлю телеканалу групою Медведчука-Козака і зміни редакційної політики.
Потім з низкою колишніх працівників телеканалу запустила власний «Ютуб-проєкт».
Надалі стала працювати на 24-му телеканалі, одночасно виходили програми на Youtube. Після народження другої дитини і згодом початку широкомасштабного вторгнення переважно займалася вихованням сина, скоротила публічну діяльність, обмежившись дописами у соціальних мережах та залученням до волонтерської діяльності. З травня 2023 року повернулася до медіактивності, беручи регулярну участь у спільних аналітичних ефірах журналістів «Української правди». З 25 жовтня 2024 року стала ведучою нового підсумкового відеопроєкту Української правди" «УП. Тиждень» на Youtube-каналі ЗМІ.

## Нагороди
- 2008 — почесна грамота Національної ради України з питань телебачення і радіомовлення[16].
- 2011 — Всеукраїнська премія «Жінка ІІІ тисячоліття» в номінації «Рейтинг»[17].

## Родина
- Батько: Даниленко Володимир Григорович, письменник.
- Донька: Христина (нар. 10 квітня 2008), перший чоловік — Каськів Владислав Володимирович, народний депутат України (2007—2012)[2].
- Син: Северин (2022), чоловік — Білецький Андрій Євгенійович, народний депутат України (2014—2019)[18] та командувач 3-го армійського корпуса[19].